# ソニック・アンダーグラウンド
『ソニック・アンダーグラウンド』（Sonic Underground）は、 アメリカ・フランス制作のアニメ。DICエンターテイメントからの最後のソニックアニメである。1999年に放映された。

## 登場人物
ソニック・ザ・ヘッジホッグ
- 声優: ジャリール・ホワイト

ソニア・ザ・ヘッジホッグ
- 声優: ジャリール・ホワイト

ソニックの妹。
マニック・ザ・ヘッジホッグ
- 声優: ジャリール・ホワイト

ソニックの弟。
アリーナ女王
- 声優: ゲイル・ウェブスター

ソニックとソニア、マニックの母親。
Dr. エッグマン
- 声優: ゲイリー・チョーク

スリート
- 声優: モーリス・ラマーシュ

ディンゴ
- 声優: ピーターワイルズ

ナックルズ・ザ・エキドゥナ
- 声優: ブライアン・ドラモンド

アセアー
- 声優: モーリス・ラマーシュ

ナックルズの祖父。
アーメン・ラビー
- 声優: ジャリール・ホワイト

サイラス
- 声優: イアン・ジェームズ・コレット

ミンディ・ラツアー
- 声優: ルイーズ・ヴァランス

バートルビー
- 声優: フィル・ヘイズ

チャックおじさん
- 声優: モーリス・ラマーシュ

フェレル
- 声優: モーリス・ラマーシュ

デルフィウスのオラクル
- 声優: モーリス・ラマーシュ

スワットボット
- 声優: モーリス・ラマーシュ